# Kynšperk nad Ohří
Kynšperk nad Ohří település Csehországban, a Sokolovi járásban. Kynšperk nad Ohří Milíkov, Nebanice, Tuřany, Odrava, Dasnice, Březová, Šabina, Kaceřov, Libavské Údolí és Chlum Svaté Maří településekkel határos. Lakosainak száma 4496 fő (2024. január 1.).

## Népesség
A település lakosságának változását az alábbi diagram mutatja:
| Lakosok száma | 5640 | 5438 | 6702 | 3458 | 5095 | 5160 | 4817 | 4789 | 4590 | 4496 |
|               | 1869 | 1890 | 1921 | 1950 | 1980 | 2001 | 2017 | 2019 | 2022 | 2024 |